# 贝尔蒂尼奥勒
贝尔蒂尼奥勒（法語：Bertignolles，法語發音：[bɛʁtiɲɔl]）是法国奥布省的一个市镇，属于特鲁瓦区。

## 地理
贝尔蒂尼奥勒（48°7'45"N, 4°31'6"E）面积6.19 平方千米，位于法国大東部大區奥布省，该省份为法国中北部省份，北起马恩省，西接塞纳-马恩省，西南至约讷省，东南至科多尔省，东临上马恩省。
与贝尔蒂尼奥勒接壤的市镇（或旧市镇、城区）包括：伯雷、沙瑟奈、谢尔韦、埃吉伊苏布瓦、隆普雷勒塞克、阿尔托河畔维维耶。

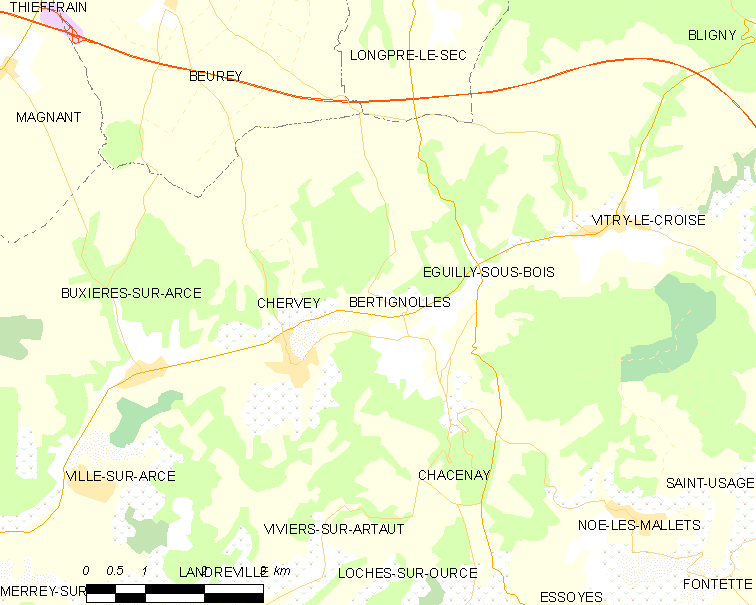
贝尔蒂尼奥勒的OSM定位图

贝尔蒂尼奥勒的时区为UTC+01:00、UTC+02:00（夏令时）。

## 行政
贝尔蒂尼奥勒的邮政编码为10110，INSEE市镇编码为10041。

## 政治
贝尔蒂尼奥勒所属的省级选区为塞纳河畔巴尔县。

## 人口

1962-2008年间贝尔蒂尼奥勒人口变化图示

贝尔蒂尼奥勒于2022年1月1日时的人口数量为52人。